# Jean Bellorini
Jean Bellorini, né le 18 juin 1981 à Paris, est un metteur en scène de théâtre français. Ses mises en scène ont été récompensées de plusieurs prix, notamment le Molière du metteur en scène d'un spectacle du théâtre public en 2014. 

## Biographie
Né en juin 1981, d'un couple de médecins, Jean Bellorini se forme au lycée Saint-Michel-de-Picpus puis, après son baccalauréat, à l’école Claude-Mathieu entre 1999 et 2002. Il y enseigne depuis 2005, ainsi qu’au département supérieur pour jeunes chanteurs du conservatoire à rayonnement régional de Paris.
Directeur artistique de la compagnie Air de lune, qu’il a fondée en 2001 avec Marie Ballet, il est de 2011 à 2013 artiste invité du Théâtre national de Toulouse, et sa compagnie est accueillie en résidence de 2011 à 2013 au Théâtre Gérard-Philipe de Saint-Denis.
Il est nommé directeur du Théâtre Gérard-Philipe de Saint-Denis en novembre 2013. Il y crée la Troupe éphémère, qu'il considère comme le « cœur du projet du Centre dramatique national » et qui réunit chaque année une vingtaine de jeunes de 15 à 20 ans autour d'un nouveau défi théâtral. Celle-ci se produit également hors du TGP, notamment en 2018 au Théâtre du Soleil.
En 2016, il présente Karamazov, d'après Les Frères Karamazov de Dostoïevski à la carrière de Boulbon dans le cadre du 70e Festival d'Avignon. Il collabore également avec de grands ensembles internationaux comme la troupe du Berliner Ensemble et la troupe du Théâtre Alexandra de Saint-Pétersbourg.
En juin 2019, il est nommé pour succéder à Christian Schiaretti à la tête du TNP Villeurbanne à partir de janvier 2020,,,. Entouré de sa troupe et d’une constellation d’artistes associés, il œuvre pour un théâtre de création placé sous le signe de la transmission et de l’éducation, un théâtre poétique profondément ancré dans son territoire. Ce TNP donne la part belle aux liens intimes qui unissent le théâtre et la musique. En octobre 2020, Jean Bellorini présente ainsi Le Jeu des Ombres de Valère Novarina lors de la Semaine d’art en Avignon. Il fonde la Troupe éphémère villeurbannaise et crée, à l’occasion du Centenaire du TNP célébré en septembre 2021, Et d’autres que moi continueront peut-être mes songes, à partir de textes de Firmin Gémier, Jean Vilar, Maria Casarès, Silvia Monfort, Gérard Philipe et Georges Riquier. En avril 2022, il renoue avec les collaborations internationales et crée à Naples, avec la troupe Teatro di Napoli - Teatro Nazionale, Il Tartufo, une version italienne du Tartuffe de Molière.
En décembre 2022, il crée avec sa troupe Le Suicidé, vaudeville soviétique de Nicolaï Erdman dans une traduction d'André Markowicz. 
En avril 2023, il signe la mise en scène de la troisième création de la Troupe éphémère villeurbannaise, Fragments d'un voyage immobile, d’après des textes de Fernando Pessoa. En juin 2023, il crée avec les comédiennes de l’Afghan Girls Theater Group Les Messagères d’après Antigone de Sophocle. En novembre 2023, il signe la mise en scène de David et Jonathas de Marc-Antoine Charpentier, créé à l’Opéra de Caen et dirigé par Sébastien Daucé. 
En janvier 2024, il crée en Chine Les Misérables, d’après le roman de Victor Hugo, avec Yanghua Theatre au Poly Theatre de Pékin. En juin 2024, il crée Histoire d’un Cid, d’après Corneille dans le cadre des Fêtes Nocturnes du Château de Grignan. 
En février 2025, il est annoncé qu'il ne sollicitera pas de troisième mandat à la tête du TNP et prendra la direction du Théâtre de Carouge, près de Genève en Suisse, à partir de janvier 2027,,,,. 

## Mises en scène

### Théâtre
- 2002 : Piaf, l’ombre de la rue, Théâtre du Renard
- 2002 : Un violon sur le toit, comédie musicale de Joseph Stein et Jerry Bock, en collab. avec Marie Ballet
- 2003 : La Mouette d’Anton Tchekhov, en collab. avec Marie Ballet, Festival Premiers Pas (Théâtre du Soleil)
- 2004 : Yerma de Federico Garcia Lorca, en collab. avec Marie Ballet, Théâtre du Soleil
- 2006 :  Oncle Vania d’Anton Tchekhov, à Chantilly
- 2008 :  L’Opérette, un acte de L’Opérette imaginaire de Valère Novarina, en collab. avec Marie Ballet, Théâtre de la Cité internationale
- 2009 : Tempête sous un crâne, d’après Les Misérables de Victor Hugo, Théâtre du soleil
- 2012 : Paroles gelées, d’après un épisode du Quart Livre de Rabelais, Théâtre Gérard-Philipe
- 2013 : Liliom, de Ferenc Molnár, au Printemps des Comédiens (Montpellier)
- 2013 : La Bonne Âme du Se-Tchouan de Bertolt Brecht, Théâtre national de Toulouse
- 2014 : Cupidon est malade de Pauline Sales, Théâtre Am Stram Gram, Théâtre Le Préau Théâtre Gérard-Philipe
- 2014 : Un fils de notre temps de Ödön von Horváth, Théâtre Gérard-Philipe
- 2015 : Moi je voudrais la mer, d’après des textes poétiques de Jean-Pierre Siméon avec la Troupe éphémère, Théâtre Gérard-Philipe
- 2016 : Karamazov d'après Les Frères Karamazov de Fiodor Dostoievski [23], festival d'Avignon
- 2016 Antigone de Sophocle avec la Troupe éphémère, Théâtre Gérard-Philipe
- 2016 : Le suicidé de Nikolaï Erdman, avec la troupe du Berliner Ensemble[24]
- en 2017, 1793, on fermera les mansardes, on en fera des jardins suspendus ! d’après 1793, La Cité révolutionnaire est de ce monde, avec la Troupe éphémère, écriture collective du Théâtre du Soleil
- 2018 :  Kroum d'Hanoch Levin avec la troupe du Théâtre Alexandra de Saint-Pétersbourg
- 2018 : Un instant, d'après À la recherche du temps perdu de Marcel Proust[25]
- 2018, Les Sonnets de William Shakespeare, avec la Troupe éphémère et en collaboration avec le chorégraphe Thierry Thieû Niang,
- 2019 :  Onéguine, d'après Eugène Onéguine d'Alexandre Pouchkine[26]
- 2019 : Quand je suis avec toi, il n’y a rien d’autre qui compte de Pauline Sales avec la Troupe éphémère
- 2020 : Le Jeu des Ombres de Valère Novarina, Semaine d’art en Avignon
- 2021 : Et d’autres que moi continueront peut-être mes songes, à partir de textes de Firmin Gémier, Jean Vilar, Maria Casarès, Silvia Monfort, Gérard Philipe et Georges Riquier avec la Troupe éphémère, Théâtre National Populaire
- 2022 : Le Suicidé (1928) de Nikolaï Erdman, Théâtre National Populaire
- 2023 : Fragments d'un voyage immobile, d’après des textes de Fernando Pessoa avec La Troupe Ephémère, au Théâtre National Populaire
- 2023 : Les Messagères d’après Antigone de Sophocle, Théâtre National Populaire
- 2024 : Histoire d'un Cid variation autour de la pièce de Corneille, Fêtes Nocturnes 2024 au Château de Grignan puis au Théâtre National Populaire

### Opéra
- 2009 : Barbe Bleue de Jacques Offenbach, à l’Opéra de Fribourg (Suisse)
- 2016 : La Cenerentola de Rossini, à l'Opéra de Lille
- 2017 Erismena de Francesco Cavalli, Festival International d’Art Lyrique d’Aix-en-Provence
- 2018 : Rodelinda de Haendel, à l'Opéra de Lille
- 2023: David et Jonathas de Marc-Antoine Charpentier, théâtre de Caen, Opéra national de Lorraine, Théâtre des Champs Élysées.

## Distinctions

### Décorations
- Officier de l'ordre des Arts et des Lettres (2023)[27]

### Récompenses
- En 2010, Bellorini est lauréat du prix Jean-Jacques Gautier[1]
- Prix du Syndicat de la critique 2012 : Prix Jean-Jacques-Lerrant de la révélation théâtrale pour Paroles gelées[2]
- Palmarès du théâtre 2013 : prix de la mise en scène pour Paroles gelées
- Prix du Syndicat de la critique 2014 : meilleur compositeur de musique de scène pour La Bonne Âme du Se-Tchouan
- Prix du Syndicat de la critique 2021 : meilleur créateur d'élément scénique pour Le Jeu des ombres[28]
- Molières 2014 : Molière du metteur en scène d'un spectacle du théâtre public pour Paroles gelées et La Bonne Âme du Se-Tchouan
- Prix du Syndicat de la Critique 2021: Prix Georges-Lerminier (meilleur spectacle théâtral créé en province) et Prix Technique (Jean Bellorini et Véronique Chazal pour la scénographie).pour Le Jeu des ombres

### Nomination
- Molières 2023 : Molière du metteur en scène d'un spectacle de théâtre public pour Le Suicidé, vaudeville soviétique